# Roman Seyfarth

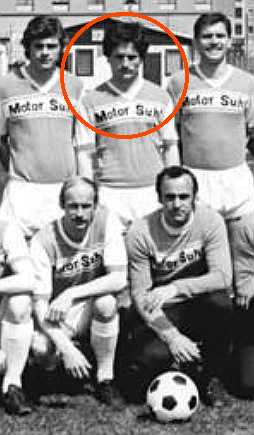
Roman Seyfarth 1984

Roman Seyfarth (* 8. Juni 1963 in Wasungen) ist ein ehemaliger Thüringer Fußballspieler. 1984/85 spielte er für die BSG Motor Suhl in der DDR-Oberliga, der höchsten Spielklasse des DDR-Fußball-Verbandes. Zu dieser Zeit war er Fahrzeugschlosser von Beruf. 
Seyfarth begann in seinem Heimatort Wasungen bei der landwirtschaftlichen Betriebssportgemeinschaft (BSG) Traktor mit dem Fußballsport. Über die BSG Lok Meiningen kam er mit 18 Jahren zu Beginn der Saison 1981/82 zum DDR-Ligisten BSG Motor Suhl. In der Saison 1983/84 gehörte der 20-Jährige zu den auffälligsten Spielern der Suhler Mannschaft, die in dieser Spielzeit den Aufstieg in die Oberliga erkämpfte. Seyfarth wurde mit elf Treffern Torschützenkönig seiner Mannschaft und bestritt 29 der 30 ausgetragenen Ligaspiele. In der Oberligasaison 1984/85 war der 1,75 m große Seyfarth vom ersten Spieltag an dabei und fehlte bis zum Saisonende wieder nur in einem Punktspiel. Trainer Ernst Kurth setzte ihn in den meisten Spielen im offensiven Mittelfeld ein, von dort aus kam Seyfarth zu drei Meisterschaftstoren. Da nur Stürmer Henry Lesser mit vier Treffern erfolgreicher war, kam Motor Suhl am Ende der Spielzeit nur auf 16 Tore. Bei 92 Gegentoren war die BSG für die Oberliga zu schwach und musste als schlechteste Mannschaft der Saison nach nur einem Jahr wieder in die DDR-Liga absteigen. 
Seyfarth blieb auch nach dem Abstieg in Suhl und spielte mit der BSG bzw. mit deren Nachfolger 1. Suhler SV bis 1991 in der DDR-Liga. Später war er als Fußballtrainer tätig, zuletzt bis 2001 wieder in seiner Heimatstadt beim SV Grün-Weiß Wasungen und danach als Co-Trainer wieder beim 1. Suhler SV.